# 勒梅尼勒德布里尤兹
勒梅尼勒-德布里尤兹（法語：Le Ménil-de-Briouze，法語發音：[lə menil də bʁijuz] ⓘ，意为“布里尤兹的勒梅尼勒”）是法国奥恩省的一个市镇，属于阿让唐区。

## 地理
勒梅尼勒-德布里尤兹（48°40'33"N, 0°23'58"W）面积21.39 平方千米，位于法国诺曼底大区奧恩省，该省份为法国西北部内陆省份，北起顺时针与卡爾瓦多斯省、厄尔省、厄尔-卢瓦省、萨尔特省、马耶讷省和芒什省接壤。
与勒梅尼勒-德布里尤兹接壤的市镇（或旧市镇、城区）包括：乌尔姆地区贝卢、布里尤兹、拉库隆什、利纽、隆莱勒泰松、潘泰勒、莱蒙当代讷。
勒梅尼勒-德布里尤兹的时区为UTC+01:00、UTC+02:00（夏令时）。

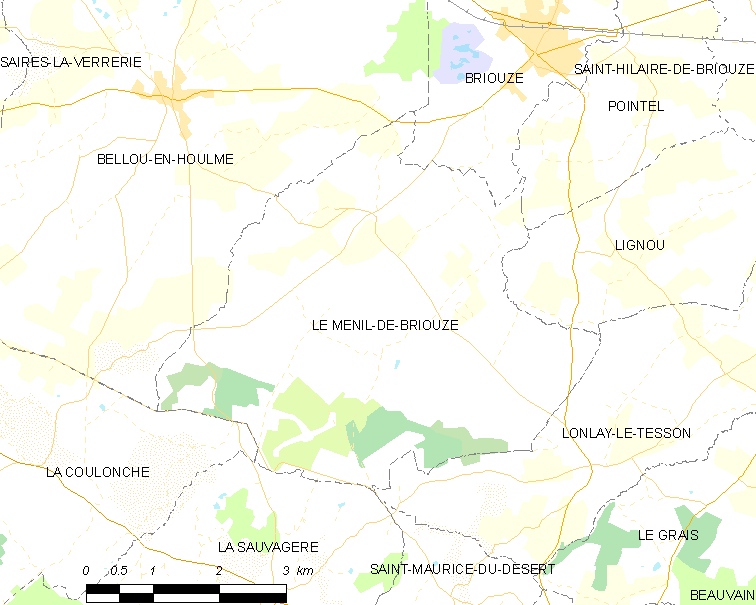
勒梅尼勒-德布里尤兹的OSM定位图

## 行政
勒梅尼勒-德布里尤兹的邮政编码为61220，INSEE市镇编码为61260。

## 政治
勒梅尼勒-德布里尤兹所属的省级选区为阿蒂斯-瓦勒德鲁夫尔县。

## 人口

1962-2008年间勒梅尼勒-德布里尤兹人口变化图示

勒梅尼勒-德布里尤兹于2022年1月1日时的人口数量为529人。